# Kalmosaari (ö i Joensuu, Leppävirta)
Kalmosaari är en ö i Leppävirta å i Finland. Ordet kalmosaari hänvisar antagligen att ön har varit begravningsplats. Ön ligger i Joensuu stad i den ekonomiska regionen  Joensuu och landskapet Norra Karelen, i den sydöstra delen av landet, 400 km nordost om huvudstaden Helsingfors. Kalmosaari ligger i sjön Alusvesi.